# 大岡忠要
大岡 忠要（おおおか ただとし）は、江戸時代中期の大名。武蔵国岩槻藩第3代藩主。大岡忠房家6代当主。大岡忠喜の長男。
天明元年（1781年）、10代将軍徳川家治に拝謁し、従五位下式部少輔に叙任する。天明2年（1782年）、父・忠喜の隠居により家督を継ぐ。就任してまもなく、天明の大飢饉が起こり、同時に天災続きで岩槻藩は財政難に陥ったため、忠要は藩士の児玉南柯を勝手向取締役に任命して、厳しい倹約令を布き、岩槻藩の財政改革を実施させたが、危機の打開には至らなかった。天明5年（1785年）に奏者番に就任するが、翌天明6年（1786年）、父・忠善に先立って死去した。享年21。
家督は弟の忠烈が継いだ。

## 系譜
父母
- 大岡忠喜（父）

養子
- 大岡忠烈 - 実弟